# Maura Viceconte
Maura Viceconte (Susa, 3 ottobre 1967 – Chiusa di San Michele, 10 febbraio 2019) è stata una maratoneta e mezzofondista italiana, primatista italiana dei 10000 metri piani.
Fu bronzo nel 1998 nella maratona agli Europei a livello individuale ed argento con la squadra italiana, nella stessa manifestazione valida per la Coppa Europa di maratona.

## Biografia
Il suo primo successo in maratona arrivò a Cesano Boscone nel 1994 dove vinse il titolo di campionessa italiana.
Successivamente vinse la Maratona di Venezia nel 1995, quella di Monaco di Baviera nel 1997 e quella di Carpi nel 1998.
In occasione dei Campionati Europei di Budapest nel 1998 vinse una medaglia di bronzo dietro la portoghese Manuela Machado (oro) e la russa Madina Biktagirowa (argento).
Ai Giochi Olimpici di Sydney nel 2000 chiuse dodicesima in 2:29.26.
Vinse la Maratona di Roma nel 1999, la Maratona di Vienna nel 2000, la Maratona di Praga nel 2001 e quella di Napoli nel 2003. Alla Maratona di Vienna, che corse in 2:23.47, fece segnare il vecchio record italiano.
Nel giugno del 2007 le fu diagnosticato un carcinoma maligno al seno, dal quale guarì in tre anni.
Morì suicida il 10 febbraio 2019: il suo corpo fu trovato privo di vita nel cortile di casa sua a Chiusa di San Michele, in provincia di Torino. L'anno successivo si tolse la vita sua sorella Simona.

## Record

### Personali
| Specialità     | Tempo    | Data           | Luogo           |
| -------------- | -------- | -------------- | --------------- |
| 3.000 m        | 9'15"52  | 1994           |                 |
| 5.000 m        | 15'18"80 | 16 luglio 2000 | Gateshead       |
| 10.000 m       | 31'05"57 | 5 agosto 2000  | Heusden         |
| 15 km          | 49'17    | 30 aprile 2000 | Montreuil       |
| mezza Maratona | 1h09'19  | 22 aprile 2001 | Vitry-sur-Seine |
| Maratona       | 2h23'47  | 21 maggio 2000 | Vienna          |

## Palmarès
| Anno | Manifestazione           | Sede     | Evento         | Risultato | Prestazione | Note  |
| ---- | ------------------------ | -------- | -------------- | --------- | ----------- | ----- |
| 1996 | Giochi olimpici          | Atlanta  | Maratona       | dnf       | dnf         |       |
| 1998 | Europei                  | Budapest | Maratona       | Bronzo    | 2h28'31"    |       |
| 1998 | Coppa Europa di maratona | Budapest | Gara a squadre | Argento   | 2h28'31"    | [ 4 ] |
| 2000 | Giochi olimpici          | Sydney   | Maratona       | 12ª       | 2h29'26"    |       |

## Campionati nazionali
- Campionessa italiana nei 10.000 m - 2002
- Campionessa italiana nella mezza Maratona - 2000, 2001
- Campionessa italiana nella Maratona - 1994, 1995

## Altri risultati
Successi nella Maratona
- 1994:  Oro Marathon di Cesano Boscone - 2:35.15
- 1995:  Oro Maratona di Venezia - 2:29:11
- 1995: Maratona di Atene - 2:38:22
- 1997:  Oro Maratona di Monte Carlo - 2:28.16
- 1997:  Bronzo Maratona di Carpi - 2:33.31
- 1998:  Oro Maratona di Carpi - 2:31.23
- 1998:  Bronzo Campionati Europei di Budapest - 2:28.31
- 1998:  Argento Maratona di Los Angeles - 2:34.13
- 1999:  Oro Maratona di Roma - 2:29.36
- 2000:  Oro Maratona di Vienna - 2:23.47
- 2000: 12º Olimpiadi estive di Sydney - 2:29.26
- 2001:  Oro Maratona di Praga - 2:26.33
- 2003:  Oro Maratona di Napoli - 2:33.36
- 2003:  Argento Maratona di Torino - 2:29.13
- 2004:  Argento Maratona di Treviso - 2:40.29